# Jennifer O'Connell
Pour les articles homonymes, voir O'Connell.
Jennifer O'Connell (née en 1983) est une femme politique canadienne de l'Ontario. Elle représente la circonscription fédérale ontarienne de Pickering—Uxbridge à titre de députée libérale à partir de 2015.

## Biographie
Née à Pickering en Ontario, O'Connell étudie en sciences politiques à l'université de Toronto. Après un stage dans une firme spécialisée en relations de travail, elle entame une carrière publique en devenant conseillère municipal du district #1 de Pickering en 2006. Réélue en 2010 et en 2014, elle occupe le poste de mairesse suppléante.
Approchée par l'association libérale de la circonscription, elle décline prétextant sa réélection récente au conseil municipal avant de finalement accepter et remporter l'investiture en janvier 2015. Élue députée en 2015, elle est réélue en 2019 et en 2021.